# Lake Sebu
Lake Sebu é um município de  primeira classe de renda municipal (d) na província Cotabato do Sul, nas Filipinas. De acordo com o censo de 1 de maio  de  2020 possui uma população de 81 221 pessoas e 18 969 domicílios.